# 弗雷图瓦堡
弗雷图瓦堡（法語：Frétoy-le-Château，法語發音：[fʁetwa lə ʃato]）是法国瓦兹省的一个市镇，属于贡比涅区。

## 地理
弗雷图瓦堡（49°39'40"N, 2°58'52"E）面积5.01 平方千米，位于法国上法蘭西大區瓦兹省，该省份为法国北部内陆省份，北起索姆省，西接厄尔省和滨海塞纳省，南至塞纳-马恩省和瓦兹河谷省，东临埃纳省。
与弗雷图瓦堡接壤的市镇（或旧市镇、城区）包括：博略莱方丹、比西、康帕涅、弗雷尼什、利贝尔蒙、米朗库尔、埃尔舍。

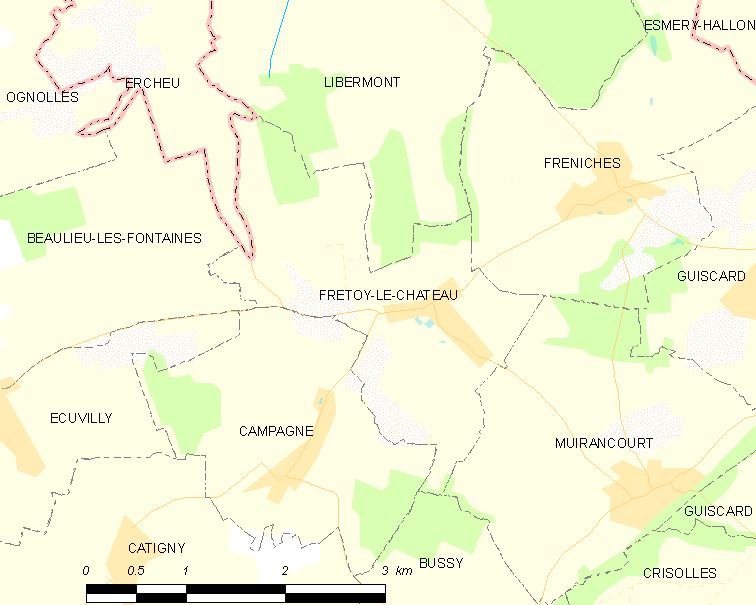
弗雷图瓦堡的OSM定位图

弗雷图瓦堡的时区为UTC+01:00、UTC+02:00（夏令时）。

## 行政
弗雷图瓦堡的邮政编码为60640，INSEE市镇编码为60263。

## 政治
弗雷图瓦堡所属的省级选区为努瓦永县。

## 人口

1962-2008年间弗雷图瓦堡人口变化图示

弗雷图瓦堡于2022年1月1日时的人口数量为264人。